# 918
918 (CMXVIII) fue un año común comenzado en jueves del calendario juliano, en vigor en aquella fecha.

## Fallecimientos
- Guillermo I de Aquitania, duque de Aquitania (n. 875).
- Balduino II de Flandes, Conde de Flandes.
- Conrado I de Alemania, duque de Franconia y rey del Reino Franco Oriental.